# Rose Nabinger

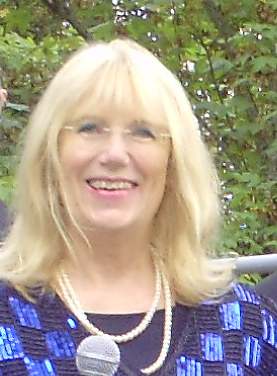
Rose Nabinger 2009

Rose Nabinger (* 23. Oktober 1948 in Höchst im Odenwald, Hessen) ist eine deutsche Jazzsängerin und ehrenamtliche Funktionärin. Sie singt hauptsächlich Traditional Jazz. Die meisten Auftritte hat sie mit der Jazzband Kreisjazzwerkerschaft & Rose Nabinger.

## Leben und Wirken
Nabinger sang schon als Jugendliche in US-amerikanischen Clubs in Frankfurt und Umgebung. Sie studierte in Heidelberg und an der Philipps-Universität Marburg Politikwissenschaft und Geographie bis zum Staatsexamen 1981. Seit dieser Zeit lebt sie in Marburg. Sie gibt Konzerte und nahm an Festivals und Galas in Deutschland und im europäischen Ausland teil. 
Sie schrieb die deutschen Textversionen zu mehreren Jazz-Standards und textete Sankt Elisabeth (gesungen von Angela Wiedl) zur Musik von Christian Bruhn. 2015 verfasste sie mit Viel zu brav einen Spezialtext zum Titel Sixteen Tons von Merle Travis, der sich mit Gender-Pay-Gap beschäftigt. 2023 schrieb sie den Antikriegs-Song Das Lied von Gut und Böse.
Bis 2001 war sie die deutsche Vertreterin in der Working Group Jazz der Fédération Internationale des Musiciens in Paris. Von 2001 bis 2004 wurde sie von dem damaligen Arbeitsminister Walter Riester als Vertretung der hauptberuflich selbständigen  Musiker in der Bundesrepublik für den Bereich Musik in den Beirat der Künstlersozialkasse berufen. Im Januar 2005 wurde sie erneut für vier Jahre berufen, diesmal von der Bundesministerin Ulla Schmidt. Ihre Berufung erfolgte auf Vorschlag der Mitglieder der Union Deutscher Jazzmusiker. Der Ver.di-Bundeskongress wählte Rose Nabinger im Oktober 2003 in Berlin zur stellvertretenden Vorsitzenden der Bundeskommission Freie und Selbständige.
2011 wurde sie in den Bundesfachausschuss Musikurheber des Deutschen Musikrates berufen. Im selben Jahr wurde sie Mitglied der Versammlung der Hessischen Landesanstalt für privaten Rundfunk und neue Medien in Kassel. Sie ist mit Heinz Teitge verheiratet und hat einen Sohn.

## Lexikalische Einträge
- Jürgen Wölfer: Jazz in Deutschland. Das Lexikon. Alle Musiker und Plattenfirmen von 1920 bis heute. Hannibal, Höfen 2008, ISBN 978-3-85445-274-4.